# Ляллеманция
Ляллема́нция (лат. Lallemantia) — род растений семейства Яснотковые, распространённых в Южной Европе, Южной и Юго-Западной Азии.
Назван в честь немецкого ботаника, работавшего в Санкт-Петербурге, Э. Х. Аве-Лаллемана (1803—1867).
В ряде стран виды ляллеманции (особенно Lallemantia iberica и Lallemantia royleana) культивируются для получения из семян жирного масла. Листья растения могут использоваться в качестве салатного овоща.

## Виды
По информации базы данных The Plant List, род включает 5 видов:
- Lallemantia baldshuanica Gontsch.
- Lallemantia canescens (L.) Fisch. & C.A.Mey.
- Lallemantia iberica (Stev.) Fisch. & C.A.Mey. — Ляллеманция иберийская, или Ляллеманция грузинская
- Lallemantia peltata (L.) Fisch. & C.A.Mey.
- Lallemantia royleana (Benth.) Benth. — Ляллеманция Ройля